# PSK31
PSK31 (skrót ang. "Phase Shift Keying, 31 Baud") – modulacja cyfrowa, stosowana w krótkofalarstwie.
Umożliwia przeprowadzenie dwustronnej łączności pomiędzy operatorami, wymaga użycia komputera wraz z kartą dźwiękową lub odpowiedniego modemu. Operator ma przed sobą okno konsolowe, tekst wprowadzany w to okno jest transmitowany do korespondenta/korespondentów. Transmisja odbywa się dzięki falom radiowym, w zakresach częstotliwości przydzielonych krótkofalowcom.

## Historia
Modulacja PSK31 została stworzona przez Petera Martineza G3PLX na bazie pomysłu Pawła Jałochy SP9VRC. Od roku 1998 systematycznie zdobywa popularność, dzięki bardzo dobrym parametrom transmisyjnym w warunkach dużych zakłóceń radiowych (coraz bardziej zatłoczone pasma krótkofalarskie). Ponadto cechuje się bardzo małą szerokością zajmowanego pasma.

## Cechy
- mała szerokość zajmowanego pasma (31,25 Hz na poziomie -3 dB i 62 Hz na poziomie -64 dB)
- duża odporność na zakłócenia
- efektywna szybkość transmisji porównywalna z szybkością dostępną w RTTY – około 50 słów na minutę
- nie zapewnia bezbłędnej transmisji – nie nadaje się do przesyłania danych binarnych (przynajmniej bez wykorzystania mechanizmów retransmisji/korekcji błędów w wyższych warstwach modelu OSI)
- transmisja synchroniczna
- wykorzystanie algorytmu Viterbiego w modulacji QPSK

## Szczegóły techniczne

### Modulacja
PSK31 opiera się na modulacji fazy podnośnej. Faza zależy od stanu logicznego nadawanego sygnału. Taki sposób modulacji wymagałby istnienia sygnału odniesienia, bez którego odbiorca nie wiedziałby która z faz odpowiada stanowi odniesienia. Dlatego zastosowano kluczowanie różnicowe (zmiana fazy nadawanego sygnału oznacza zmianę stanu logicznego sygnału danych), którego warianty stosowane w PSK31, znajdują się poniżej:

#### WariantBPSK
Faza podnośnej przyjmuje dwie wartości: 0 i 180 stopni. Brak mechanizmu korekcji błędów, konieczna mniejsza dokładność dostrojenia, niż w modulacji QPSK. Wariant ten sprawdza się lepiej w przypadku występowania szumów i zakłóceń o charakterze szumu białego.

#### WariantQPSK
Faza podnośnej przyjmuje cztery wartości: 0, 90, 180 i 270 stopni. Sygnał składa się z dwóch podnośnych, przesuniętych względem siebie o 90 stopni i modulowanych tak, jak w wariancie BPSK. Umożliwia to na przesłanie dwa razy większej ilości informacji, w kanale o tej samej szerokości. W emisji PSK31 wykorzystywane jest to do przesyłania nadmiarowych bitów, dzięki czemu możliwa jest korekcja przekłamań. Algorytm wykorzystywany do korekcji błędów to Algorytm Viterbiego. Wprowadza on jednak opóźnienie rzędu 640 ms, z uwagi na konieczność odebrania większej liczby bitów. Ponadto jednoczesna transmisja dwóch podnośnych pociąga za sobą podział mocy nadajnika pomiędzy obydwa sygnały. Powoduje to spadek mocy, przypadającej na daną podnośną, o 3 dB, co pociąga za sobą spadek współczynnika SNR.
Wariant ten sprawdza się lepiej w przypadku zakłóceń impulsowych.

### Szybkość transmisji
Szybkość transmisji w PSK31 wynosi 31,25 bit/s. Taka wartość została wybrana nieprzypadkowo – uzyskano dzięki temu zmianę fazy podnośnej w momencie jej przejścia przez zero, co przyczyniło się do dalszego zmniejszenia szerokości zajmowanego pasma.
Dzięki zastosowaniu Varicode efektywna szybkość transmisji porównywalna jest z szybkością dostępną w RTTY – około 50 słów na minutę.

### Podniesiony kosinus
Ponieważ widmo sygnału zmodulowanego przebiegiem prostokątnym (a właśnie taki charakter ma strumień danych binarnych) teoretycznie jest nieskończone, a w praktyce bardzo szerokie, konieczne stało się zastąpienie impulsów prostokątnych, przez "bardziej łagodny" przebieg. Dlatego zastosowano kosinusoidalny kształt impulsów, tzw. podniesionego kosinusa. Przyczyniło się to do uzyskania bardzo małej szerokości pasma.

### Varicode
W celu zakodowania symboli wprowadzanych z klawiatury (czyli zgodnych ze standardem ASCII) w PSK31 stosuje się Varicode, które jest implementacją kodowania Huffmana. Dzięki temu symbole występujące częściej (w języku angielskim) kodowane są mniejszą ilością bitów, co zwiększa efektywną szybkość transmisji. Podobny mechanizm został zastosowany w alfabecie Morse`a.
Każdy znak, pierwotnie kodowany w ASCII, ma 8 bitów, jednak dzięki zastosowaniu Varicode średnia długość znaku uległa skróceniu do 4,5 bita (dla tekstu pisanego w języku angielskim). W trakcie transmisji znaki oddzielone są za pomocą dwóch bitów o wartości logicznej zero. Efektywna długość znaku wynosi więc 6,5 bita.

### Efektywność energetyczna
Do efektywnego odbioru sygnału PSK31 konieczny jest stosunek sygnał-szum (SNR) na poziomie 4 dB, co owocuje zyskiem około 16 dB w stosunku do telegrafii (CW) o szerokości pasma 500 Hz. Oznacza to, iż aby uzyskać tę samą jakość transmisji jak nadajnik PSK31 o mocy 5 W, należałoby dysponować nadajnikiem telegraficznym o mocy 200 W. Zysk ten powiększy zastosowanie filtru o mniejszej szerokości pasma, niż 500 Hz.
Niebagatelną zaletą PSK31 jest również to, iż w paśmie sygnału SSB (modulacja ta jest najczęściej wykorzystywana przy przenoszeniu sygnału PSK31) mieści się do 100 stacji nadających omawianą emisją. Pozwala to na nasłuch do 100 stacji bez przestrajania odbiornika (lub odbiornika wraz z nadajnikiem, tzw. TRX).
Należy także zadbać o odpowiednie dostosowanie napięcia audio (z sygnałem PSK) dochodzące do nadajnika (najczęściej polegające na regulacji siły głosu wychodzącego z karty muzycznej komputera), gdyż przesterowanie stopnia mocy będzie powodowało poszerzenie się widma sygnału, co znacząco zmniejszy jego efektywność i może zakłócać sąsiadujące stacje. 
W celu odpowiedniego wysterowania nadajnika najczęściej zalecanym sposobem jest dostosowanie napięcia (siły głosu) tak, aby moc wyjściowa przy samej nośnej BPSK (bez wprowadzania żadnych znaków) odpowiadała połowie mocy wyjściowej przy czystej sinusoidzie. Alternatywnym sposobem (zazwyczaj wygodniejszym) jest ustawienie siły głosu tak, aby wskaźnik ALC na radiu znajdował się w odpowiednim zakresie (zalecanym przez producenta dla danego modelu).

## Częstotliwości
Częstotliwości, na których można usłyszeć stacje nadające w PSK31 w regionie pierwszym IARU:

### PasmaKF
- 1 838 kHz
- 3 580 kHz
- 7 040 kHz
- 10 140 kHz
- 14 070 kHz
- 18 100 kHz
- 21 070 kHz
- 24 920 kHz
- 28 120 kHz

W pasmach krótkofalowych podczas pracy PSK31, jak przy większości emisji cyfrowych, przyjęło się stosowanie wstęgi górnej (USB) niezależnie od pasma. W praktyce, poza odpowiednim przestrojeniem radia, nie ma to znaczenia, ale pojawia się kwestia odpowiedniego zapisania częstotliwości w tzw. logu, gdzie najwięcej osób podaje częstotliwość wytłumionej nośnej w modulacji USB. 

### PasmaUKF
- 144,315 MHz	(SSB/USB)
- 144,600 MHz	(FM)